# Сафоновский сельсовет (Коммунистический район)
Сафоновский сельсовет — упразднённая административно-территориальная единица, существовавшая на территории Московской губернии и Московской области до 1954 года.
Сафоновский сельсовет был образован в первые годы советской власти. По данным 1918 года он входил в состав Обольяновской волости Дмитровского уезда Московской губернии.
По данным 1926 года в состав сельсовета входили село Сафоново деревни Бутово, Доронино, Коквино, Овчино, Поповка II и Харламово.
В 1929 году Сафоновский с/с был отнесён к Дмитровскому району Московского округа Московской области.
27 февраля 1935 года Сафоновский с/с был передан в Коммунистический район.
14 июня 1954 года Сафоновский с/с был упразднён. При этом его территория была передана в Подъячевский с/с.